# ویلیام ای. باکینگهام

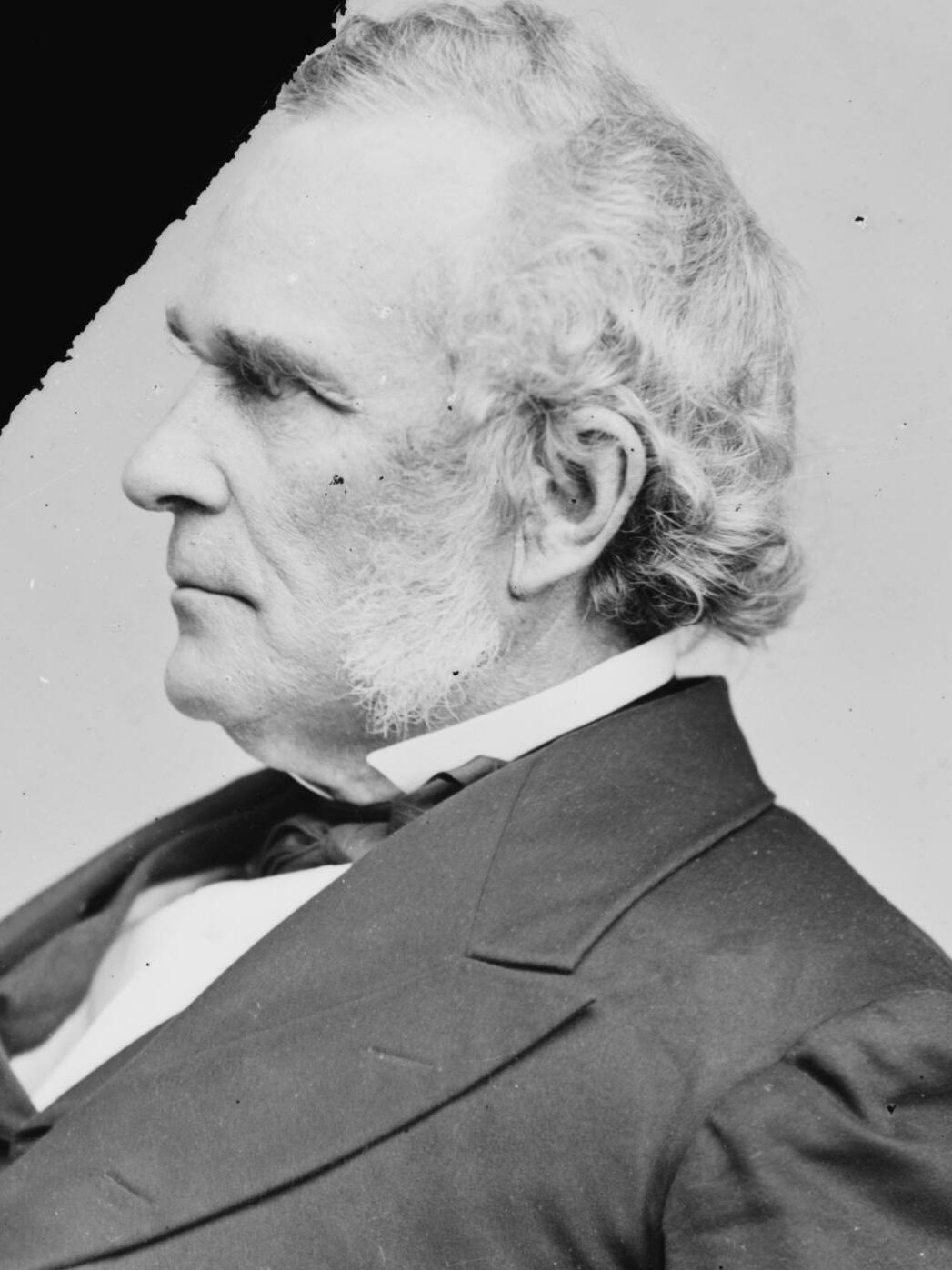
ویلیام ای. باکینگهام، سیاست‌مدار سابق آمریکایی

ویلیام ای. باکینگهام (به انگلیسی: William A. Buckingham) سناتور سابق عضو حزب جمهوری‌خواه ایالات متحده آمریکا بود. وی در سال ۱۸۶۹ تا ۱۸۷۵ میلادی سناتور ایالت کنتیکت در سنای ایالات متحده آمریکا بود.